# Kanashimi no Kizu
Kanashimi no kizu là đĩa đơn thứ sáu của Kitade Nana ra ngày 20/7/2005. Với số lượng tiêu thụ 34.050 bản và trụ lại trong Oricon charts trong 5 tuần, "Kanashimi no kizu" được chọn làm theme song cho game PS2 Fullmetal Alchemist 3 -Kami wo Tsugu Shoujo-.

## Thông tin về Video
Video clip bắt đầu cảnh Kitade Nana hát và chơi guitar trước 1 chiếc cửa. Phong cảnh nền sau đó thay đổi liên tục như những bông hoa hồng bốc cháy; bão tuyết; sự khô cằn và lửa. Cuối cùng, chiếc cửa lại xuất hiện và cô mở nó ra, kết thúc bài hát.

## Các track
1. Kanashimi no Kizu (Scars of sadness)
2. Call me
3. Kanashimi no Kizu (Instrumental)